# تیشومینگو، میسیسیپی
تیشومینگو (به انگلیسی: Tishomingo) شهرکی در ایالت میسیسیپی کشور ایالات متحده آمریکا است که جمعیت آن در سرشماری سال ۲۰۱۰ میلادی، ۳۳۹ نفر بوده‌است.